# Bilíkova chata
Bilíkova chata (lidově nazývaná Bilička) je vysokohorská chata ve Vysokých Tatrách. Leží na jihovýchodním úpatí Slavkovského štítu na místě zvaném Kancel blízko Hrebienku, odkud k ní vede stezka i silnice.

## Historie chaty

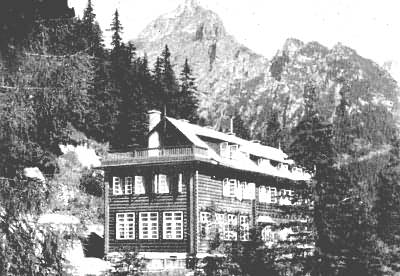
Historická fotografie

Na místě dnešní Bilíkovy chaty stála od roku 1875 jednoduchá Ruženina chata. Roku 1884 k ní přibyl o něco větší turistický hotel, který však později spolu s chatou vyhořel. Roku 1893 postavili na jejich místě dva hotely majitelé Spišskosobotské lesní společnosti. Hotely tvořily malou osadu zvanou Studenopotocké lázně. Tyto hotely však roku 1927 také vyhořely. Na jejich místě byla 22. prosince 1934 otevřena Guhrova chata, která byla roku 1936 ještě stavebně rozšířena. 
Po 2. světové válce byla k chatě přistavěna turistická ubytovna a v roce 1946 byla přejmenována na Bilíkovu chatu na počest lyžaře a závodníka Pavla Bilíka (1916-1944), jehož Němci jako účastníka SNP zajali u Starého Smokovce a 7. září 1944 v Kežmarku popravili.

## Současnost
Bilíkova chata je otevřena celoročně, přístupná je pěšky z Hrebienku, kam se dá dostat buď lanovkou nebo pěšky ze Starého Smokovce. Ubytovaní hosté se mohou k chatě dopravit i automobily. Na chatě je stanice Horské záchranné služby.

## Přístupnost chaty
Chata je přístupná turistickkou trasou  z Hrebienku, resp. Starého Smokovce, od Rainerovy chaty (nejprve , pak ) nebo z Tatranské Lesné (k vodopádům Studeného potoka , pak ).

## Okolí chaty
- Velká Studená dolina
- Malá Studená dolina
- Prostredný hrot
- Hrebienok
- Rainerova chata